# Nociceptor
Een nociceptor is een zenuwuiteinde dat gespecialiseerd is in het waarnemen van prikkels die een schadelijke invloed (Latijn: nocere = schaden) op het organisme kunnen hebben. Dergelijke prikkels wekken doorgaans een gevoel van pijn op. Er bestaan verschillende soorten nociceptoren, verspreid over het lichaam. Sommige zijn gespecialiseerd in waarneming van mechanische invloeden (zoals druk, scherpe voorwerpen), andere in het waarnemen van lage of hoge temperatuur (koude: < 5°C, of warmte: > 45°C) en chemische stoffen (zoals capsaïcine uit Spaanse Pepers). Sommige receptoren heten polymodaal (bijvoorbeeld C-polymodale nociceptoren in de huid), omdat zij op meerdere typen prikkels reageren. Een ander type nociceptoren bevat receptoren die gevoelig zijn voor de stof ATP (adenosine-trifosfaat). Deze receptoren zijn betrokken bij pijn veroorzaakt door angina, migraine, kanker en spierblessures. 
Nociceptoren zijn gelegen in huid, slijmvlies, of interne organen zoals spieren, ingewanden, gewrichten e.d. De cellichamen van deze receptoren bevinden  zich in het ruggenmerg (dorsale grensstreng ganglioncellen). Nociceptieve prikkels worden vanuit de  receptor via het ruggenmerg en specifieke kernen van de thalamus en via specifieke zenuwbanen naar de somatosensibele schors vervoerd.

## Cutane nociceptoren
Deze nociceptoren zijn in de huid gelegen en kunnen ingedeeld worden in twee soorten:
- de Aδ-mechanische nociceptoren.
- de C-polymodale nociceptoren.

De Aδ-mechanische nociceptoren zijn voorzien van fijne gemyeliniseerde afferente zenuwvezels. De C-polymodale nociceptoren daarentegen staan in verbinding met ongemyeliniseerde zenuwvezels. De Aδ-mechanische nociceptoren geleiden het nociceptieve signaal snel via de gemyeliniseerde zenuwvezels (door middel van de snelle saltatorische geleiding), de C-polymodale nociceptoren echter geleiden het signaal slechts traag. Omwille hiervan treedt pijn op in twee fases: de eerste pijn wordt gemedieerd door de snelle Aδ-mechanische nociceptoren en de tweede pijn door de tragere C-polymodale nociceptoren.
De Aδ-mechanische nociceptoren reageren voornamelijk op sterke mechanische stimuli, zoals het prikken in de huid met een naald. Normaalgezien reageren deze nociceptoren niet op thermische of chemische prikkels als ze hiervoor niet gesensitiseerd zijn. De C-polymodale nociceptoren daarentegen, reageren op verscheidene types van stimuli zoals thermische, mechanische en chemische stimuli. 

### Sensitisatie van nociceptoren
Dit is een proces dat zich kenmerkt door het meer responsief worden van de afferente vezels (die in verbinding staan met de nociceptoren). Deze sensitisatie vindt plaats na contact met een nociceptieve stimulus. Gesensitiseerde receptoren reageren heftiger op     een pijnprikkel omdat de drempel voor een reactie verlaagd is. Dit kan leiden tot hyperalgesie, een toename in de pijn veroorzaakt door een prikkel van een bepaalde intensiteit en een verlaging van de pijndrempel. Sensitisatie vindt plaats wanneer chemische stoffen (bijvoorbeeld K+, bradykinine, serotonine, histamine en prostaglandines) vrijgegeven worden in de nabijheid van nociceptoren na weefselbeschadiging of tijdens een ontstekingsreactie. Wanneer cellen beschadigd raken door een prikkel komen K+ en bradykinine vrij. Bradykinine bindt aan een receptor op de celmembraan van de nociceptor waardoor de receptor gesensitiseerd wordt.

## Referentie
- Kandel E.R., Schwartz, J.H., Jessell, T.M. (2000) Principles of Neural Science, 4th ed., pp.472-479. New York: McGraw-Hill. ISBN 0838580343